# Xavras Wyżryn

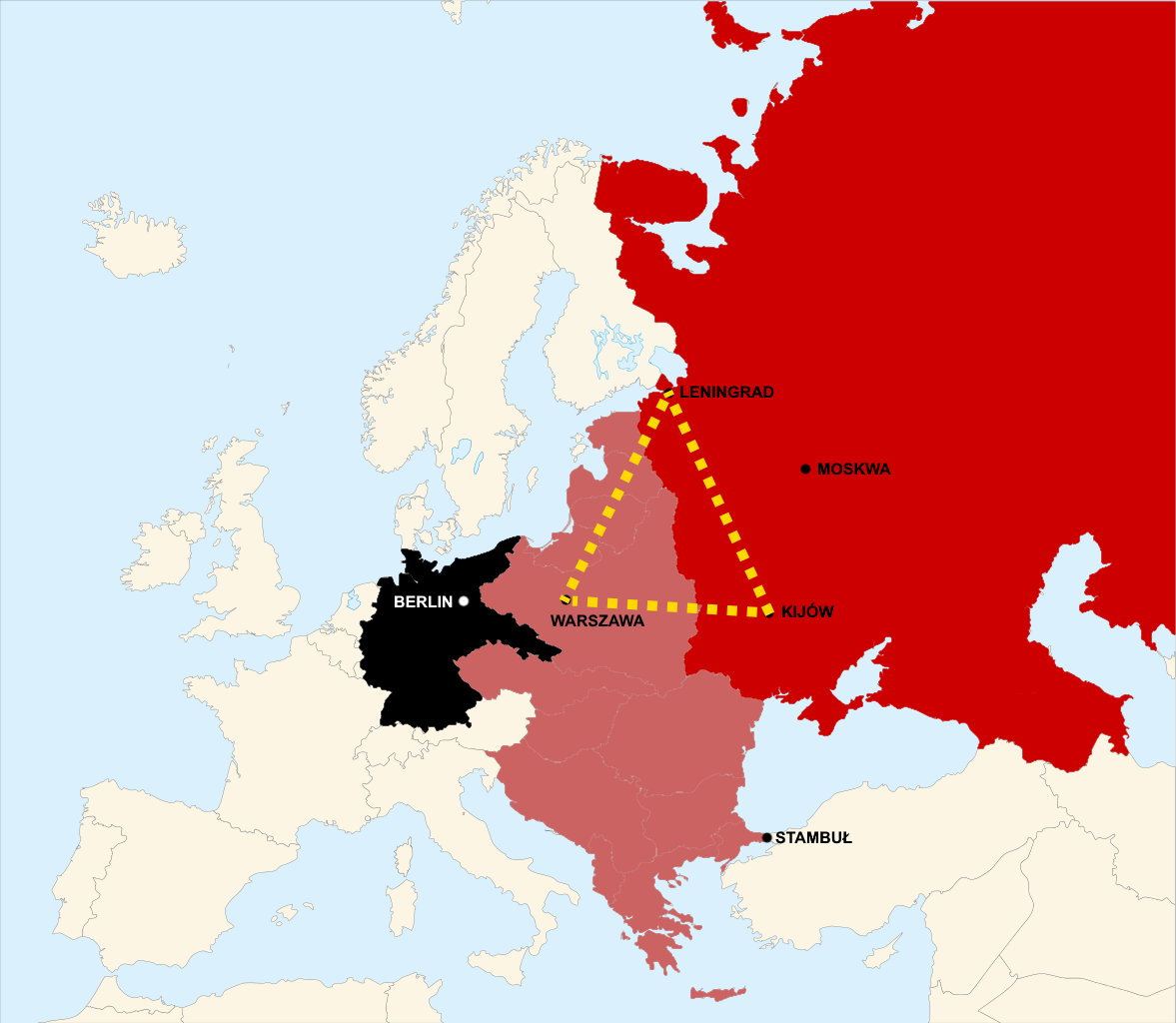
Mapa świata przedstawionego. Ciemnoczerwony kolor oznacza ZSRR, jasnoczerwony Europejską Strefę Wojny (European War Zone, EWZ), czarny Rzeszę Niemiecką. Żółte przerywane linie określają granice Atomowego Trójkąta.

Xavras Wyżryn – powieść Jacka Dukaja, alternatywna historia oparta na założeniu, że wojna polsko-bolszewicka potoczyła się inaczej. Utwór ukazał się po raz pierwszy w 1997 roku nakładem wydawnictwa SuperNOWA wraz z powieścią Zanim noc w zbiorze "Xavras Wyżryn". Xavras Wyżryn był w 1997 roku nominowany do Nagrody im. Janusza A. Zajdla.

## Fabuła
W 1920 r. bolszewicy podbili Polskę, lecz następnie zatrzymali się na wschodnich granicach Niemiec. Kilkadziesiąt lat później partyzanci z Armii Wyzwolenia Polski pod wodzą samozwańczego pułkownika Xavrasa Wyżryna usiłują wyzwolić kraj spod sowieckiej dominacji. Akcja powieści toczy się w EWZ – European War Zone (Europejskiej Strefie Wojennej), strefie obejmującej Europę Środkowo-Wschodnią i Bałkany, miejscu, gdzie okrucieństwa wojny są codziennością, a władza rosyjska sprowadza się do brutalnych nalotów. Oddział AWP pod dowództwem Xavrasa podąża z bombą atomową w kierunku Moskwy, a amerykańska stacja telewizyjna WCN wysyła swojego reportera Iana Smitha, aby towarzyszył Xavrasowi i jego oddziałowi w rajdzie w głąb Rosji oraz rejestrował kamerą wszystkie jego posunięcia. Ian Smith szybko przekonuje się, że w rzeczywistości wojna nie jest taka jak przedstawia ją WCN, a Xavras jest zdolny do wysadzenia Moskwy za pomocą bomby atomowej, przez co Ian zmienia o nim zdanie i stara się ukazać go jako terrorystę. Jednak Xavras zawsze potrafi usprawiedliwić swoje działania w imię walki o wolną Polskę.

## Analiza
Utwór jest określany jako "powieść", aczkolwiek ze względu na swoją długość, spotyka się także określenia "minipowieść", "mikropowieść" albo "krótka powieść".
Jedną z inspiracji autora była I wojna w Czeczenii (według niektórych krytyków, aluzje do losu Czeczeni w książce mogą zniechęcić czytelnika jako „zbyt wyraźne”). 
Powieść była analizowana w kontekście motywu broni atomowej w literaturze. Inne wątki utworu, które doczekały się komentarzy literaturoznawczych dotyczą m.in. symboliki narodowo-religijnej, moralności terroryzmu i patriotyzmu, a także roli mediów w kształtowaniu opinii publicznej. Powieść została także opisana jako historiozoficzna, nawiązuje m.in. do teorii wielkiego człowieka. Piotr Przytuła napisał, że Xavras Wyżryn to opowieść o tym, jak popkultura zawłaszcza i przetwarza postacie historyczne.
Główny bohater powieści, Xavras Wyżryn, jest postacią odwołującą się do polskich XIX-wiecznych, romantycznych tradycji narodowo-wyzwoleńczych, ale równocześnie, terrorystą wykorzystującym broń atomową, opisanym jako "ajatollah tej katolickiej dżihad".